# Jallet
Jallet is een dorp in de Belgische provincie Namen en een deelgemeente van Ohey. Tot 1 januari 1977 was het een zelfstandige gemeente. Jallet ligt zo'n vijf kilometer ten oosten van het dorpscentrum van Ohey.

## Geschiedenis
In 1977 werd Jallet een deelgemeente van Ohey.

## Demografische ontwikkeling
- Bronnen:NIS, Opm:1831 tot en met 1970=volkstellingen, 1976= inwonersaantal op 31 december

Deelgemeenten: Évelette · Haillot · Perwez · Goesnes · Jallet

Overige dorpen en gehuchten: Bois Dame Agis · Eve · Filée · La Bouchaille · Libois · Matagne · Résimont · Tahier

Belgische gemeenten · arrondissement Namen · provincie Namen · Wallonië